# Autobiographie de personne autiste
Vous lisez un « bon article » labellisé en 2025.
Une autobiographie de personne autiste est un récit autobiographique, donc à la première personne, au sujet de son propre vécu en ayant un diagnostic ou auto-diagnostic d'une entité clinique du groupe de l'autisme, dont le syndrome d'Asperger.
La première autobiographie de personne autiste est celle de Temple Grandin, Emergence, parue en anglais américain en 1986 puis traduite sous le titre Ma vie d'autiste deux ans plus tard. La maison d'édition londonienne indépendante Jessica Kingsley Publishers édite Si on me touche, je n'existe plus de Donna Williams, puis de nombreux auteurs autistes anglophones durant les années 2000. La première parution d'une autobiographie à succès en français arrive en 2012, avec Je suis à l'Est ! de Josef Schovanec. Depuis les années 2000, la majorité des récits de ce type ne paraissent plus au format du livre, mais sur Internet.
Ces récits permettent aux personnes concernées de lutter contre l'injustice épistémique. Intégrées à la production de nouvelles connaissances scientifiques par certains chercheurs, les autobiographies remettent en cause des conceptions erronées au sujet de l'empathie, des stéréotypies et de la sensibilité émotionnelle des individus autistes. Leurs auteurs font preuve d'empathie envers le monde non-humain et dénoncent des oppressions collectivement vécues par la population autiste dans leurs pays respectifs. Ces récits font aussi l'objet de critiques concernant leur représentativité, leur attribution, et la véracité de certains faits qui y sont racontés.

## Définition et contexte
Une autobiographie de personne autiste est distincte d'un récit de fiction dont l'un des personnages est autiste, même si cette fiction est narrée à la première personne (à l'exemple du roman Le Bizarre Incident du chien pendant la nuit). Les récits de fiction constituent la majeure partie des récits créés autour de l'autisme. Dans une autobiographie, la personne autiste décrit elle-même son vécu et partage son point de vue, sans qu'un clinicien ou qu'un de ses parents ne les interprète à sa place.
La docteure en éducation Irene Rose (Université de Liverpool Hope) questionne la terminologie employée, entre « autobiographie de personne autiste » (autistic autobiography) et « récit de vie autiste » (autistic life narrative), pour décrire le vaste corpus de récits produits par des auteurs autistes au sujet de leur propre vie. Anna Stenning emploie la formule autistic life writing (écrit portant sur une vie autiste). Ces récits reposent généralement sur une description des multiples difficultés quotidiennes dues aux différences perceptives des personnes autistes, créant ainsi une tension narrative basée sur leur manière de percevoir l'environnement. Rose questionne l'appartenance éventuelle de ce corpus à l'ensemble plus vaste des « autopathographies », c'est-à-dire des récits produits par une personne qui aborde le sujet de sa propre pathologie, dans la mesure où les auteurs, majoritairement, témoignent plutôt lutter contre différentes oppressions et discriminations vécues parce qu'ils sont autistes, et remettent en cause l'assimilation de leur autisme à une maladie qui nécessiterait un traitement.
Ces récits deviennent plus nombreux durant les années 1990 et 2000, dans un contexte où la clinique de l'autisme décrit des individus asociaux ou égoïstes qui vivraient « dans leur monde » (le nom « autisme » provenant du grec autos, « soi-même ») et qui manqueraient, voire seraient dépourvus, d'empathie,. La recherche clinique se concentre historiquement sur les « déficiences » émotionnelles et communicatives de cette population,, en lui prêtant des capacités émotionnelles amoindries. Peu de travaux se penchent sur son vécu et ses attentes. De plus, un nombre « considérable » de travaux de recherche discréditent la capacité même qu'aurait un individu autiste à décrire adéquatement ses propres expériences,. C'est également à cette époque, en réaction à l'omniprésence du modèle médical de l'autisme, qu'émerge le mouvement pour les droits des personnes autistes avec le manifeste fondateur de Jim Sinclair, en 1993.

## Historique

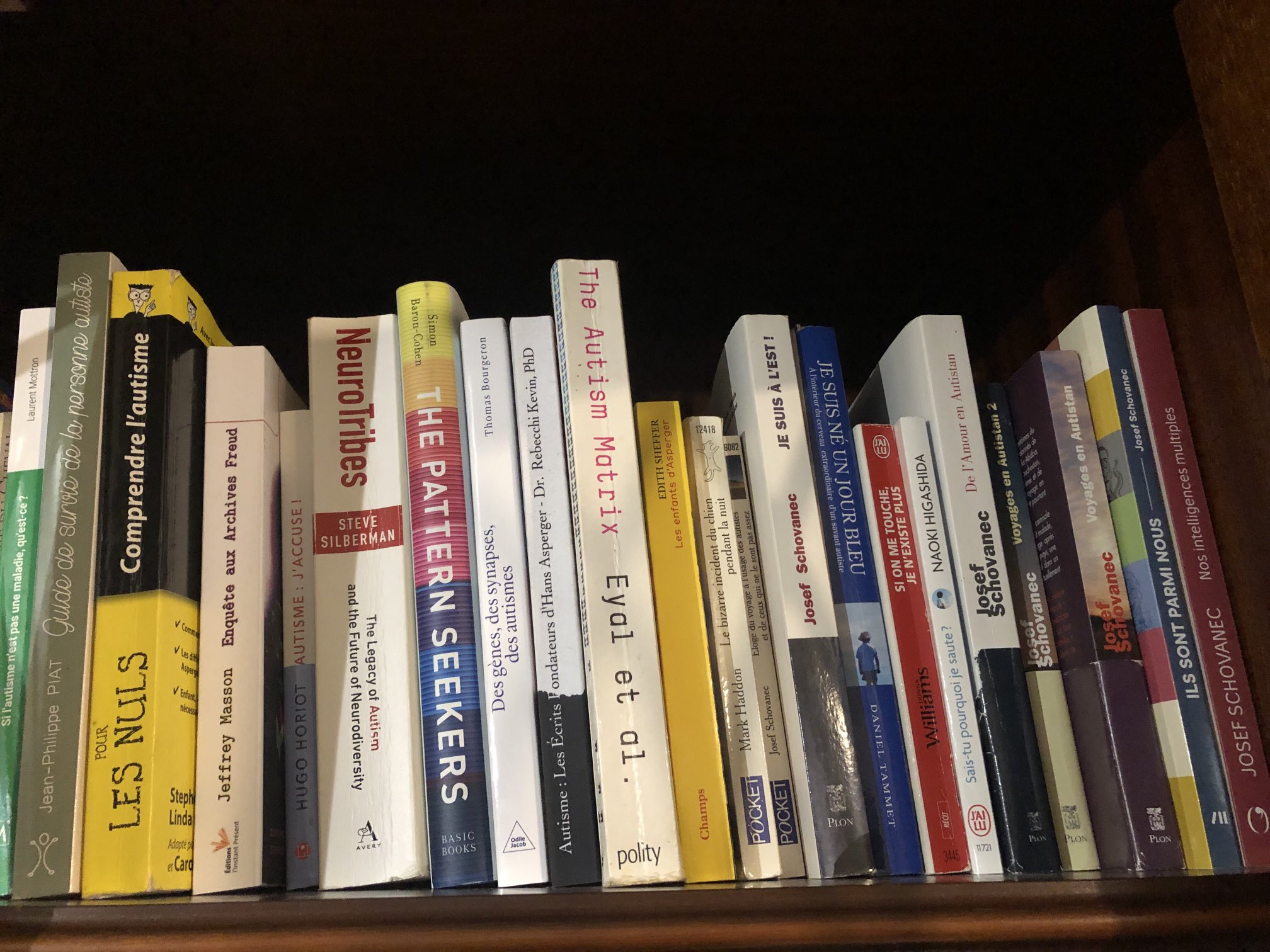
Différents livres au sujet de l'autisme, dont quatre autobiographies : Si on me touche, je n'existe plus, Je suis né un jour bleu, Je suis à l'Est !, et Sais-tu pourquoi je saute ?.

Anna Stenning, chercheuse en humanités médicales, identifie trois grandes époques de parution d'autobiographies de personnes autistes : 1987–1993, où des ouvrages paraissent essentiellement à destination d'un lectorat qui n'est pas autiste ; 1994–2013, époque marquée par un plus grand nombre de récits décrivant les conséquences d'un diagnostic tardif et une plus grande variété de diagnostics des auteurs (bien que le syndrome d'Asperger soit très majoritaire) ; après 2013, des récits témoignant d'une volonté d'agir sur le monde social, dans lesquels l'auteur détaille davantage ses engagements militants et revendique l'autisme comme une identité.
La première autobiographie d'une personne autiste publiée est celle de Temple Grandin, Emergence (traduite en français sous le titre Ma vie d'autiste) dont la première édition, co-écrite avec Margaret M. Scariano, est parue en anglais américain en 1986,. Elle reste probablement l’œuvre du genre la plus connue à travers le monde, car il en a été tiré un film autobiographique diffusé sur HBO en 2010. À l'époque, cette parution est soit critiquée en déniant la condition d'autiste de Temple Grandin (mise en doute par plusieurs professionnels de santé), soit perçue comme une preuve que des individus autistes sont capables de « triompher de leur condition ». L'auteur de la préface de l'ouvrage, le psychologue Bernard Rimland, présente Emergence comme étant « le premier livre écrit par une personne qui a guéri de l'autisme »,. Temple Grandin conteste avoir « guéri » dans son œuvre suivante, Penser en images (1995), et déclare publiquement que si elle pouvait vraiment « guérir », elle ne le voudrait pas.
Les autobiographies les plus connues et les mieux diffusées, après celle de Grandin, sont celle de l'australienne Donna Williams (Si on me touche, je n'existe plus pour sa traduction française, 1992), celles de l'indien Tito Mukhopadhyay (non-traduites en français), et celle de l'anglais Daniel Tammet, Je suis né un jour bleu (2006). Rimland rédige également la préface de Si on me touche, je n'existe plus, en décrivant Donna Williams non pas comme ayant guéri de l'autisme, mais comme « en train de guérir ». Le point de vue sur l'autisme reste uniquement médical durant les années 1990, l'intérêt perçu dans ces autobiographies par la majorité des professionnels de santé de l'époque étant d'y trouver des éléments permettant la « guérison de l'autisme », ou du moins, des facteurs permettant à un enfant diagnostiqué de paraître « normal » à l'âge adulte, sans questionner le concept de normalité.
La suédoise Gunilla Gerland publie Une personne à part entière (titre original : En Riktig Människa) en 1997, un ouvrage qui remet en cause les idées partagées en Suède au sujet de l'autisme à l'époque, en plus de décrire le cheminement spirituel de l'autrice. La docteure en sciences animales Dawn Prince-Hughes publie Songs of the gorilla nation: My Journey through Autism en 2004 (non-traduit en français). Susan A. Bonis décrit cette œuvre alternativement comme des mémoires et comme une autobiographie.
Initialement paru en 2007 en japonais puis traduit vers l'anglais en 2013, l'ouvrage du jeune Naoki Higashida (13 ans), Sais-tu pourquoi je saute ?, connaît un succès international, avec une adaptation documentaire en 2020. La militante du climat Greta Thunberg a rédigé ses mémoires en 2019, No One Is Too Small to Make a Difference, qui contiennent des éléments autobiographiques.

### Actions de la maison d'édition londonienneJessica Kingsley Publishers
Les récits autobiographiques de personnes autistes se multiplient et atteignent une large audience à partir des années 1990,,. L'un des facteurs d'accélération est dû à la maison d'édition indépendante londonienne Jessica Kingsley Publishers (JKP), créée en 1987, qui a édité la première version de l'autobiographie de Donna Williams et reçu en 1998 le prix Van Tulleken de l'éditeur indépendant de l'année. JKP s'oriente durant les années 2000 vers la publication d'ouvrages donnant une meilleure image de l'autisme. En 2006, son volume de publications atteint la centaine d'ouvrages par an, et comprend des autobiographies telles que Finding a Different Kind of Normal: Misadventures With Asperger Syndrome de Jeannette Purkis, ainsi que des premiers ouvrages de jeunes auteurs autistes tels que Kenneth Hall (10 ans), Luke Jackson (13 ans), et le journal intime d'adolescence de Jessica Peers, édité lorsqu'elle avait 25 ans. De plus, JKP accorde symboliquement de l'importance à l'expression des personnes autistes, à travers des ouvrages tels que Voices from the Spectrum, paru en 2006.
En 2008, JKP publie environ 40 % des autobiographies d'autistes connues, dont les succès d'édition de Donna Williams, Wenn Lawson, et Liane Holliday Willey. Cette même année, plus d'une cinquantaine d'autobiographies imprimées et éditées sur papier sont recensées.

### Autobiographies d'autistes en français

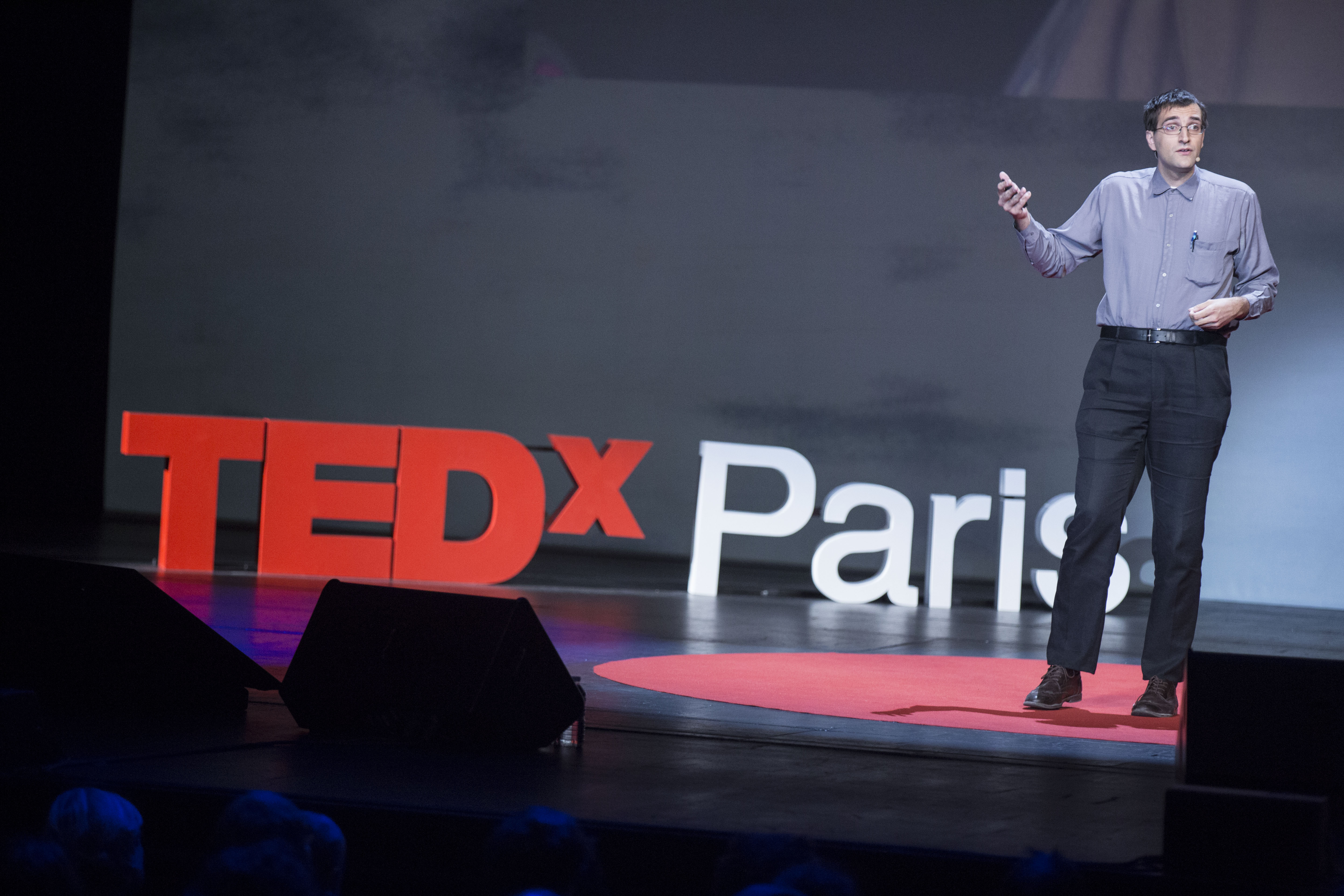
Josef Schovanec, auteur de la première autobiographie à succès rédigée en français, ici en 2014 lors d'une conférence TED.

Les premiers écrits autobiographiques d'adultes autistes apparaissent plus tardivement en France que dans les pays anglophones. En 2002, un adolescent autiste français, Joffrey Bouissac (né en 1980 à Strasbourg) raconte ses séjours en hôpital de jour et en institut médico-pédagogique dans son récit rédigé à l’âge de 18 ans. En 2011, le compositeur québécois Antoine Ouellette publie Musique autiste, ouvrage finaliste du prix Hubert-Reeves de l'année 2012.
La première autobiographie à succès d'un adulte autiste publiée en France et en français est cependant celle de Josef Schovanec, Je suis à l'Est !, en 2012, qui bénéficie d'une forte médiatisation, la quatrième de couverture de l'ouvrage décrivant « Le premier témoignage d’un autiste français qui a accepté de nous ouvrir les portes de son monde intérieur »,. L'année suivante, Hugo Horiot publie à son tour son autobiographie, intitulée L'empereur, c'est moi, suivie en 2016 par Carnet d'un imposteur, puis en 2018 par son manifeste Autisme : j'accuse !, ces trois ouvrages formant un ensemble cohérent dans lequel il décrit les maltraitances qu'il a subies à cause de la psychanalyse durant l'enfance, puis son apprentissage du théâtre, avant de dénoncer la situation des autistes français dans un contexte d'intensification de la bataille de l'autisme. Résidente de Massueville au Québec, Marie-José Cordeau publie en 2015 Derrière le mur de verre, un livre reprenant ses posts de blog parus entre 2013 et 2014. Julie Dachez, originaire de Nantes en France, n'a pas publié d'autobiographie, mais son œuvre La Différence invisible (2016), traduite vers l'anglais en 2020, est inspirée en partie par son parcours de vie et illustre les expériences quotidiennes des adultes autistes,.
C'est aussi en 2018 que paraît la première autobiographie présumée co-écrite en français par une personne autiste dont la communication est non-verbale, Benoit Schmitt ; elle s'intitule Ensemble je me raconte. 
Mélanie Fazi et Julia March témoignent de leur diagnostic tardif dans leurs œuvres autobiographiques respectives, La fille pas sympa (2017), et L'année suspendue (2021). Paul El Kharrat, personnalité médiatique autiste popularisée par le jeu télévisé Les Douze Coups de midi, a rédigé deux autobiographies : Ma 153e victoire en 2020 et Bienvenue dans mon monde : Moi, Paul, autiste Asperger en 2022.

### Médias utilisés
Depuis les années 2000, la majorité des récits autobiographiques ne paraissent plus via le circuit éditorial du livre papier habituel, mais sur Internet, en particulier dans la blogosphère,. En effet, si ces autobiographies ont été diffusées via des médias variés (radio, télévision, cinéma...), Internet constitue le terrain d'expression privilégié, dans un contexte où la majorité des autistes choisissent l'écrit pour s'exprimer. Parmi ces récits de vie diffusés uniquement via Internet, on compte notamment ceux d'Amanda Baggs.
La plateforme d'hébergement vidéo YouTube constitue aussi l'un des médias de diffusion d'éléments autobiographiques par des auteurs autistes ; la majorité des créateurs de contenus au sujet de leur vie en tant qu'autistes sont des hommes jeunes qui parlent l'anglais américain, et qui s'auto-décrivent comme ayant le syndrome d'Asperger.

## Analyses

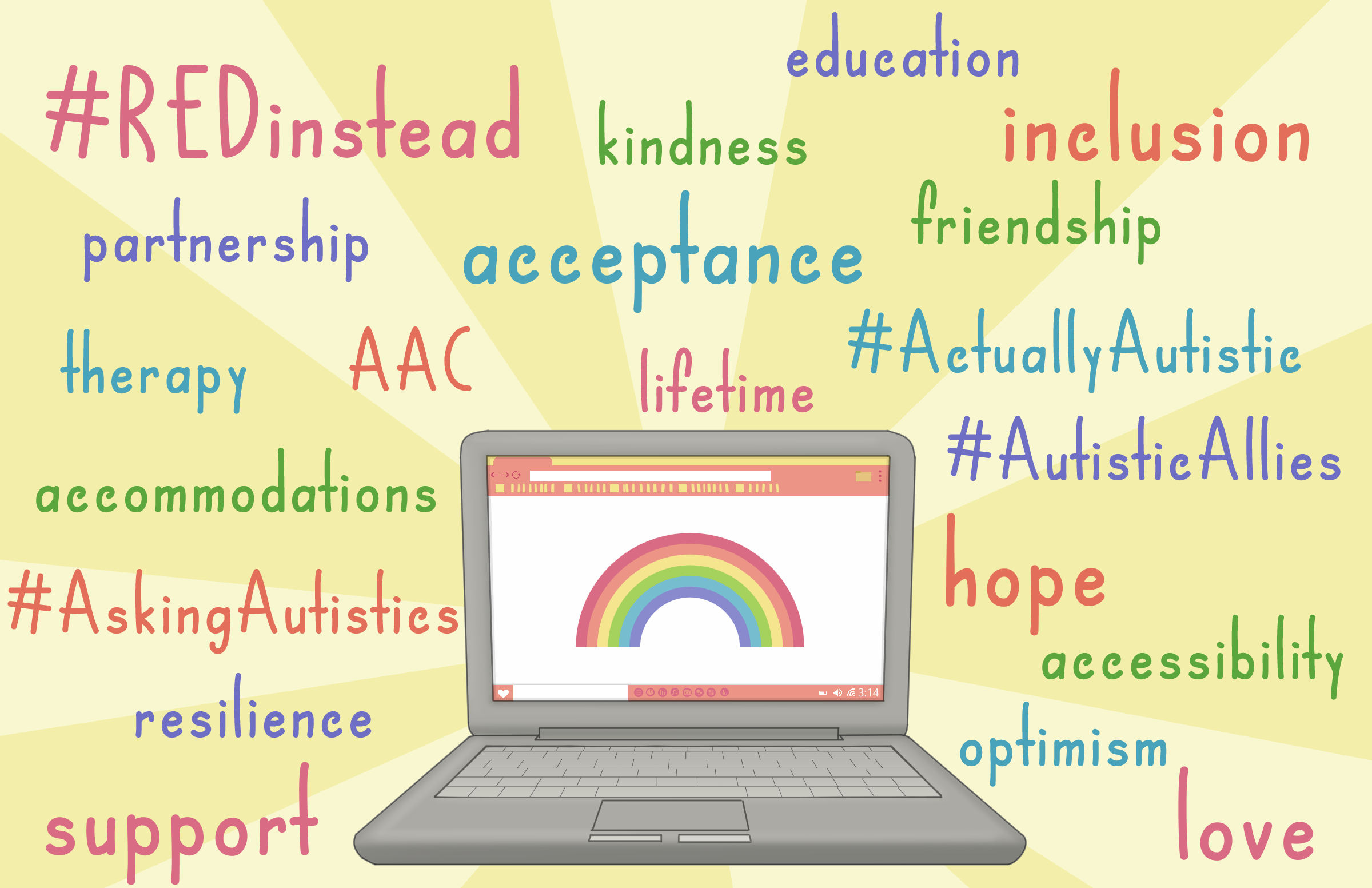
Montage de différents éléments relevant de la culture autiste.

D'après la sociologue Brigitte Chamak, l'intérêt scientifique pour les récits de personnes autistes permet « d'accéder à une multiplicité de points de vue qui participe à donner de l’autisme une vision plurielle », d'« accorder de l’importance au point de vue de la personne autiste et à son récit », et de déterminer dans quelle mesure l'autisme a de l'importance dans la vie des personnes concernées. Il y a des différences de diagnostic entre les auteurs : Mukhopadhyay a été diagnostiqué comme autiste non-verbal durant l'enfance, alors que Daniel Tammet a reçu un diagnostic du syndrome d'Asperger à l'âge adulte.
Si ces récits peuvent être perçus de prime abord comme la simple individualisation de l'autobiographie, leur analyse comparative démontre qu'ils constituent aussi une réponse collective à des expériences similaires, décrites dans des récits de vie très variés,,. Ils permettent de « transformer une expérience individuelle en expérience collective »,. Irene Rose relève que de nombreuses autobiographies d'autistes contiennent des références ou des recommandations vers d'autres autobiographies écrites par leurs pairs, démontrant une forme de coordination entre ces auteurs. Chamak souligne en 2005 une « tentative de modification des définitions et des représentations de l’autisme et l’émergence d’un mouvement revendicatif », constat partagé par Rose en 2008, qui note que de nombreux récits relatent l'oppression constante subie par les individus autistes à cause de codes socioculturels normatifs, et leur éventuelle décision de ne plus se conformer à ces codes en raison de l'épuisement que cela génère, car ils préfèrent passer pour excentriques ou refusent de s'exprimer par la parole.
Anna Stenning estime que les textes de Prince-Hughes, Gerland et Thunberg peuvent être lus comme des témoignages d’oppression, dont les autrices respectives espèrent une réaction active du lectorat en faveur de leur cause. Ces récits inversent les relations de pouvoir et documentent l'intentionnalité des actions des autistes, actions qui, dans d'autres contextes, « seraient pathologisées et rejetées ». Gerland, dans Une personne à part entière, décrit longuement sa perception négative du diagnostic qu'elle a reçu, et refuse de se décrire comme la version déficiente d'un être humain « normal ».
Ces parutions permettent de lutter contre l'injustice épistémique dont est victime la communauté autiste, et de passer du statut de patients à celui d'experts,,, en donnant un autre point de vue que celui des professionnels de santé et des associations de parents d'enfants autistes. La maison d'édition JKP a, d'après l'analyse de Rose, joué un rôle majeur dans la conversion progressive des autobiographies d'autistes vers une relative position d'autorité. La chercheuse Michelle Dawson estime sur son blog que les associations de parents ont confisqué la parole des autistes. Amanda Baggs témoigne « rire dans sa tête » en constatant le contraste entre sa vie réelle et la manière dont des internautes non-autistes imaginent sa vie.
L'analyse de 52 autobiographies publiées en anglais suggère que ces lectures influencent positivement la vision de l'autisme que pouvaient avoir antérieurement les personnes qui ne sont pas autistes. Ces autobiographies ont des usages pratiques en éducation spécialisée, tels que des aménagements en salle de classe,. Les enseignants y trouvent des informations relatives aux besoins des élèves et des étudiants autistes.

### Thématiques récurrentes

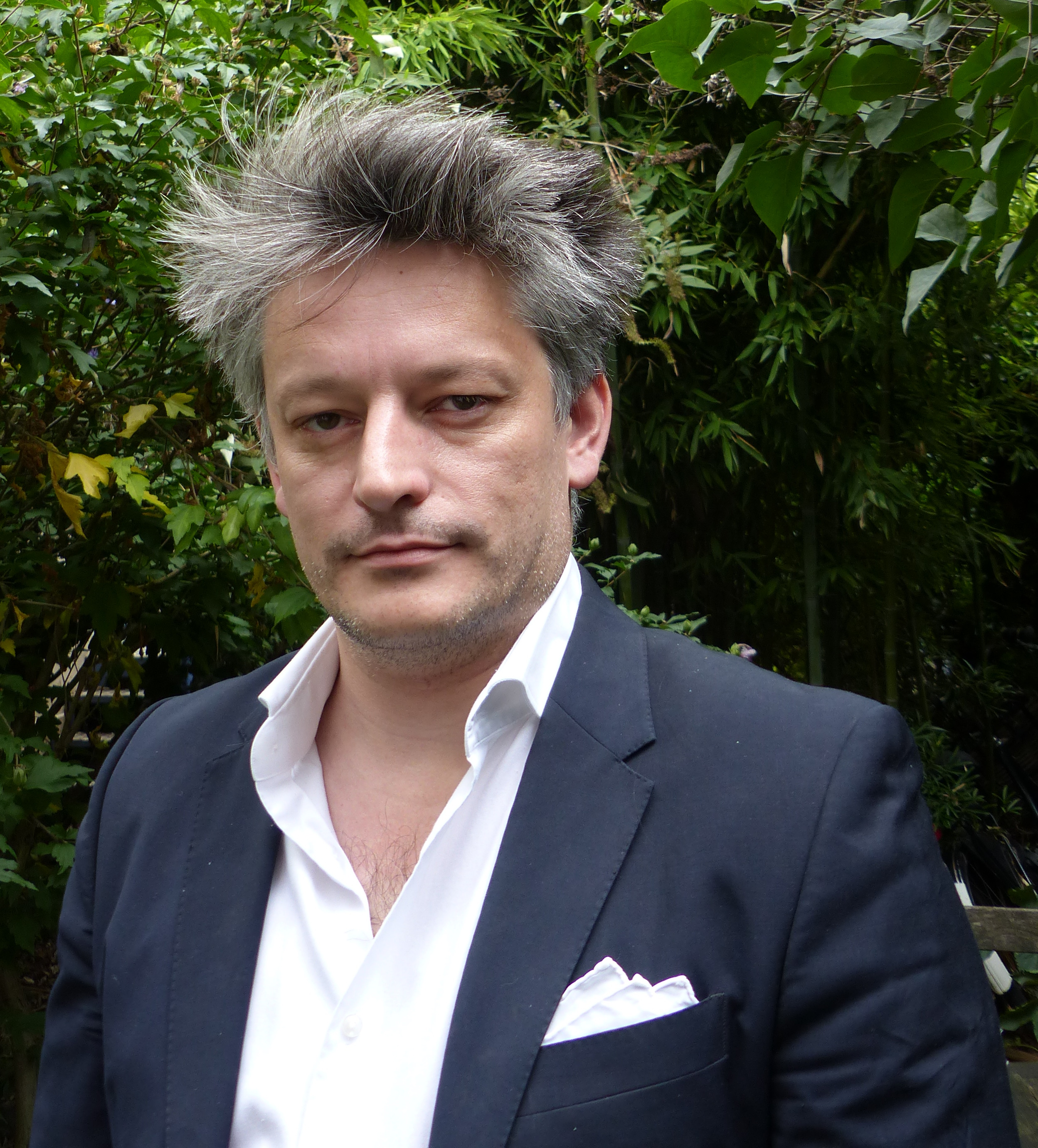
Hugo Horiot, ici en 2018, décrit dans L'empereur, c'est moi l'aspect intrusif des relations sociales.

Les autobiographies permettent de mieux comprendre comment une personne autiste gère ses problématiques, et quelles stratégies elle élabore pour cela,. Pour un grand nombre de ces ouvrages, la notion de point de vue « à l'intérieur » de l'autisme est mise en avant dans le résumé éditeur ou la préface, souvent via la formule-type « à l'intérieur du cerveau/de l'esprit autiste » (inside the autistic brain/mind), qui en devient banale. Cependant, la manière dont chaque auteur vit son autisme lui reste propre, particulièrement en termes de sensorialité et de contact visuel, mais aussi d'usage ou non du langage parlé, et de dissimulation ou non de ses particularités. Il existe une grande variété d'expériences du contact visuel dans les autobiographies.
La thématique des relations sociales est récurrente dans ces écrits, Williams et Horiot témoignant de leur aspect intrusif, voire agressif. Horiot décrit ses camarades de classe comme un « troupeau beuglant de vaches ». Les relations sociales sont aussi décrites comme incompréhensibles, en particulier pour ce qui est des implicites, et fortement intellectualisées par les auteurs. Trois d'entre eux (Schovanec, Grandin et Tammet) expliquent avoir dressé des listes de règles pour gérer les interactions sociales.
Les auteurs décrivent des perceptions différentes du monde : Tammet « pense en images » comme Grandin, alors que la perception de Mukhopadhyay est dominée par les sons. Les auteurs témoignent se sentir différents des autres gens, ce qui les empêche de s'identifier à leurs pairs. Les émotions sont peu exprimées, et surtout négatives d'après Kolb et collègues, qui estiment que Tammet, Grandin et Schovanec évitent de faire référence à leurs émotions, une analyse que contestent Davidson et Smith sur la base d'un corpus de 45 textes. Grandin, et surtout Williams, relatent des violences physiques qui leur ont été infligées, mais sans décrire leurs sentiments vis-à-vis de cela.
Une comparaison entre 22 autobiographies d'auteurs autistes et 22 autobiographies d'auteurs non-autistes publiée en 2025 conclut à une cohérence causale et motivationnelle plus faible dans les récits des personnes autistes. Les débuts et les fins de récits y sont moins « élaborées », le groupe des auteurs autistes incluant dans ses récits de vie davantage d'événements personnels négatifs, associés à des sentiments négatifs. Ces résultats postulent une identité narrative différente chez les auteurs autistes, éventuellement influencée par des différences dans la prise de perspective d'autrui.

### Qualités et spécificités littéraires
En termes de spécificités littéraires, l'analyse de cinq autobiographies parues ou traduites en français (Ma vie d'autiste de Grandin, Si on me touche, je n'existe plus de Williams, Je suis né un jour bleu de Tammet, Je suis à l'Est ! de Schovanec et L'empereur, c'est moi de Horiot) montre des styles « didactiques, clairs et explicites », les auteurs évoquant « des choses concrètes et réelles », avec une préoccupation pour la recherche de vérité, de nombreuses références à la science, et une originalité stylistique. L'usage de métaphores et de comparaisons permet d'expliciter au lecteur la manière dont les autistes perçoivent le monde. L’œuvre de Mukhopadhyay contient aussi des métaphores.
La sémiologie relative à l'autisme est riche, et témoigne d'une connaissance ou d'une expérience de la psychiatrie.
Les descriptions des intérêts spécifiques sont « riches, précises mais également très répétitives », reflétant probablement leur place réelle dans la vie des auteurs. Ces textes se caractérisent aussi par la pauvreté des descriptions d'autres êtres humains, celles-ci étant souvent réduites à un détail physique, reflétant vraisemblablement une spécificité due à l'autisme.

### Point de vue des autobiographes

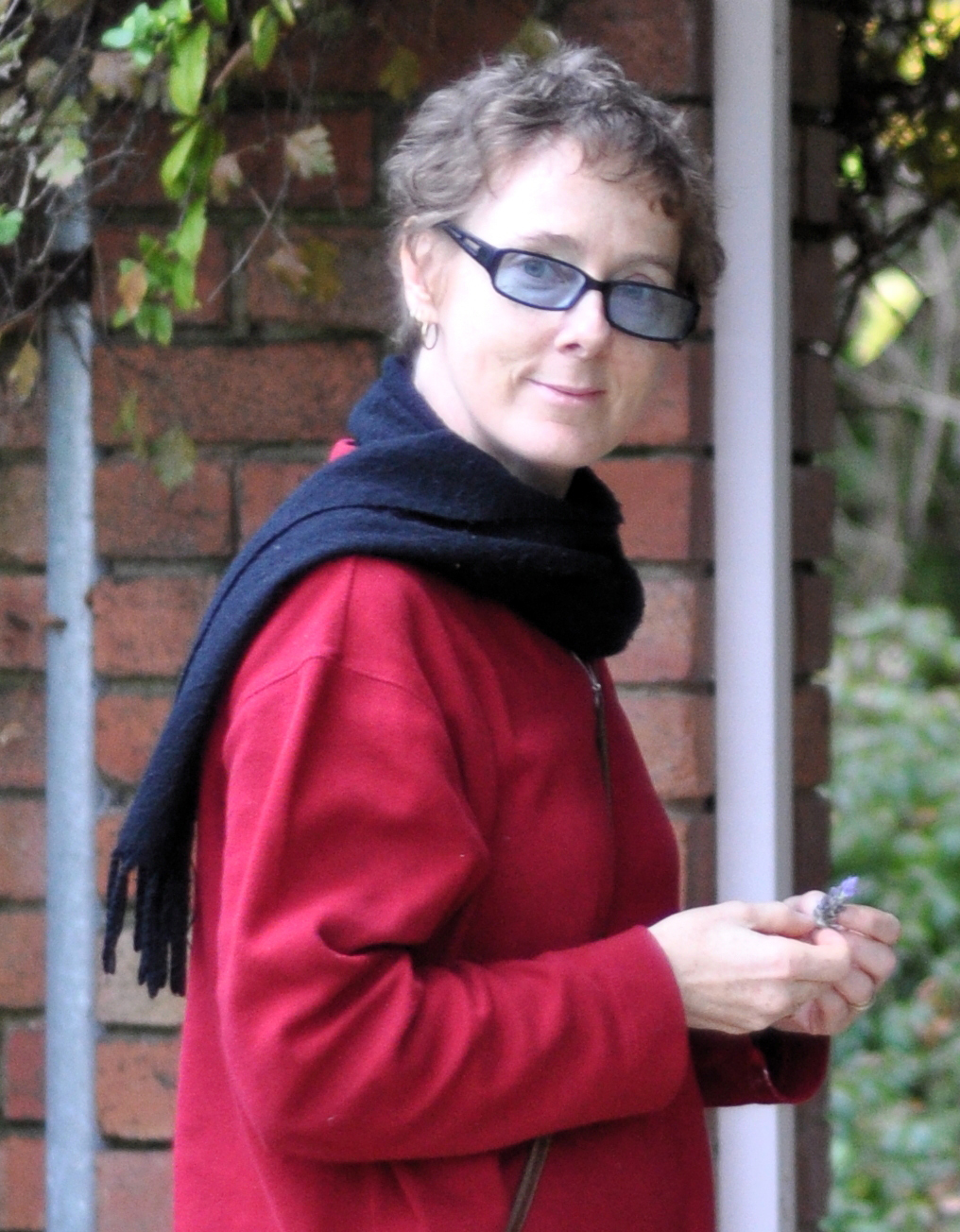
Donna Williams, au contraire d'autres autobiographes autistes, livre un point de vue positif sur sa psychothérapie et décrit sa volonté de combattre l'autisme.

Les points de vue des auteurs d'autobiographie peuvent être variés : si Temple Grandin et Gunilla Gerland s'expriment contre les psychothérapies qu'elles ont vécues à leurs époques respectives (à base psychanalytique), Donna Williams en témoigne positivement, et certains auteurs autistes (en particulier Michelle Dawson, qui s'exprime via un blog) se montrent aussi très critiques des thérapies cognitivo-comportementales. Les positions des auteurs vis-à-vis de l'autisme sont également variées, : Temple Grandin considère l'autisme comme une partie d'elle-même (de même que Jim Sinclair) et une source de « génie » ; Donna Williams le décrit comme extérieur à elle-même et devant être combattu, ainsi que l'illustre le titre de la suite de sa première autobiographie, Somebody somewhere: Breaking Free from the World of Autism (en français : Quelqu'un quelque part : Se libérer du monde de l'autisme), parue en 2015.
Temple Grandin présentait « un tableau clinique tellement sévère » à l'âge de trois ans qu'un neurologue avait suggéré son placement à vie dans des établissements spécialisés ; son autobiographie témoigne des rencontres et des apprentissages qui lui ont permise de progresser vers l'autonomie et la réussite professionnelle. Greta Thunberg estime dans ses mémoires que l'autisme Asperger relève de la « normalité », et que ce sont les personnes non-autistes qui sont étranges de ne pas réagir alors que la menace du changement climatique met leur avenir en péril ; selon Anna Stenning, elle revendique ainsi une forme d'expertise morale permise par son autisme.
Chamak remarque que les autobiographes autistes sont « sensible[s] à l’image que leur renvoie leur entourage », et que certains s'enferment dans une identité de « malade mental », alors que d'autres dont Michelle Dawson, Gunilla Gerland, Temple Grandin et Jim Sinclair, se rebellent au contraire contre cette image et revendiquent leur différence, en se montrant très critiques des prises de positions qui considèrent l’autisme comme une catastrophe.

### Rôle des autobiographies dans l'élaboration de nouvelles connaissances relatives à l'autisme
Selon Janette Dinishak et Nameera Akhtar, les autobiographies d'autistes ont une valeur épistémique et peuvent avoir trois rôles dans la production mondiale d'articles scientifiques : mettre en doute des hypothèses déjà établies, proposer de nouveaux questionnements et de nouvelles hypothèses, et identifier les présomptions d'hypothèses à remettre en cause. Plusieurs chercheurs (dont Simon Baron-Cohen, Francesca Happé et Laurent Mottron) intègrent des autobiographies et témoignages d'autistes à leur production de nouvelles connaissances,,. L'intégration des autobiographies dans le processus scientifique s'inscrit dans le contexte plus large de questionnements relatifs à l'éthique de la recherche vis-à-vis de cette population, dont une partie importante estime que la recherche scientifique ne répond pas à ses préoccupations et besoins, et diffuse une image négative des personnes autistes. Le burnout autistique, souvent décrit dans des autobiographies mais caractérisé dans une publication scientifique seulement en 2020, illustre ce décalage, et plus largement la possibilité d'identifier des thématiques négligées par la recherche. Un questionnement récurrent consiste donc à déterminer comment la recherche peut davantage prendre en compte les attentes de la population étudiée, et reconnaître les auteurs autistes comme des experts, grâce à leur expérience de l'autisme. Cependant, les récits autobiographiques publiés n'ont pas été conçus dans l'objectif de servir de matériel d'étude, et peuvent être modifiés durant leur processus éditorial, induisant des limites dans leur usage par les chercheurs. De plus, l'interprétation de ces récits est essentiellement faite par des experts qui ne sont pas autistes, questionnant l'utilité d'un dialogue entre ces auteurs autistes et les chercheurs. À titre d'exemple, Anna Stenning cite une interprétation de l'autobiographie de Gerland par Baron-Cohen en 2008 : ce dernier lui prête une empathie réduite, analysant que l'autrice est aussi peu perturbée par la mort de son père que par la disparition d'un objet ; elle estime que cette lecture relève d'un biais du chercheur ou qu'il n'a pas lu l'entièreté de l'autobiographie de Gunilla Gerland, car son père n'est pas décédé, il a simplement abandonné le foyer familial. D'autres chercheurs lisent ces récits avec de vraisemblables biais négatifs envers leurs auteurs ; c'est également le cas dans des compte-rendus présentant les ouvrages, certains journalistes décrivant des « déficiences » de l'auteur autiste sans décrire en parallèle les qualités dont ils et elles font preuve.
L'existence même des autobiographies contredit les critères diagnostiques de l'autisme décrivant un déficit de capacités à communiquer, car leur création demande des qualités de conscience de soi, de projection, d'imagination, d'organisation et de reconstruction du récit,. De plus, ces récits ne constituent pas que de simples témoignages révélant une personnalité ; ils remettent en cause la normativité infligée aux personnes qui les produisent, ainsi que « l'image de l’autisme produit par les premiers professionnels et le sens commun qui fait du sujet autiste un être indifférent aux autres et au monde », mettant en lumière leurs grandes difficulté à gérer les émotions.
Les autobiographies diffusent une compréhension plus empathique des problématiques rencontrées par les personnes concernées, en particulier leurs défis sensoriels,. Elles répondent à la curiosité des personnes qui ne sont pas autistes face aux comportements (comme les stéréotypies) qui leur semblent inexplicables. Ces récits ont suscité des remises en question du manque d'empathie des personnes autistes.

#### Sociabilité avec des entités non-humaines

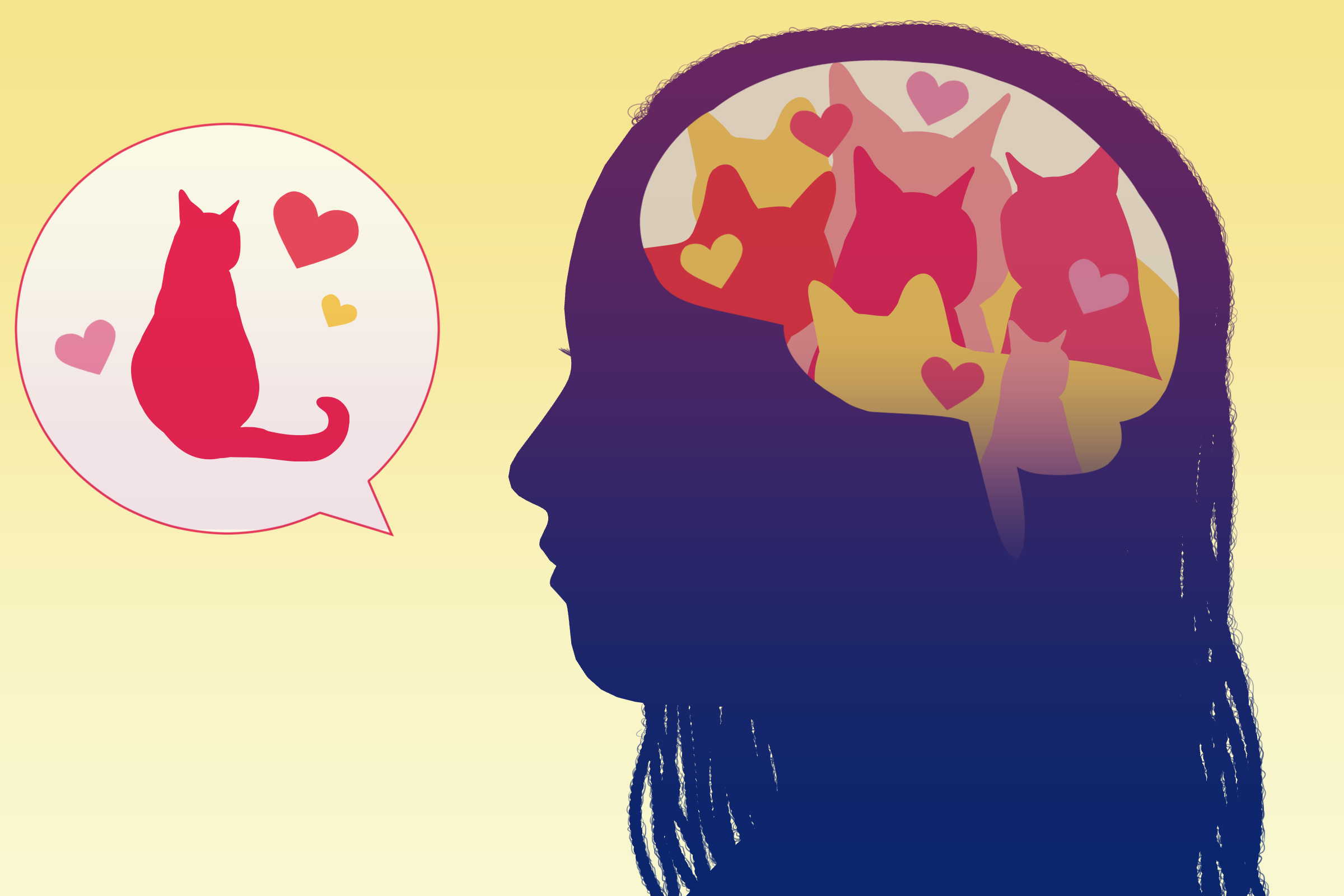
Illustration de l'intérêt pour un sujet non-humain, ici, les chats.

D’après l'analyse qualitative de 45 autobiographies par les chercheurs Joyce Davidson et Mick Smith, la relation avec des entités non-humaines (animaux, objets, etc) en constitue un thème commun et récurrent, révélant des qualités émotionnelles,. Le corpus de 45 autobiographies contient de nombreuses descriptions de réactions émotionnelles et de sensations positives ressenties au contact du monde naturel. Williams décrit ainsi une connexion profonde avec les arbres, la poussière et les végétaux en général ; Dawn Prince-Hughes estime ressentir « la personnalité des rochers, arbres, plantes et collines » ; Gunilla Gerland décrit sa passion pour l'observation des vers de terre ; Grandin décrit à de nombreuses reprises une relation empathique avec les bovins, déclarant que « les animaux l'ont sauvée ». L'autobiographie de Dawn Prince-Hughes, Songs of the Gorilla Nation, décrit très clairement l'empathie et la compassion de l'autrice vers les autres espèces animales. Le climax de l'ouvrage repose sur la visite de l'autrice au zoo de Seattle où elle observe une famille de gorilles derrière une paroi, et les compare à sa propre vie. Temple Grandin s'engage aussi en faveur d'une compréhension plus empathique du monde animal.
Les plus anciennes listes de discussion entre adultes autistes trouvées sur Internet par Davidson et Smith contiennent divers échanges de même ordre.
Les autobiographies témoignent d'une volonté d'établir des relations avec le monde extérieur tournée vers le « monde naturel » non-humain, puis de communiquer ces expériences émotionnelles à travers l'écrit. Davidson et Smith estiment qu'elles remettent en question la notion de « sociabilité », appliquée exclusivement aux relations entre des êtres humains par les personnes non-autistes.

#### Stéréotypies

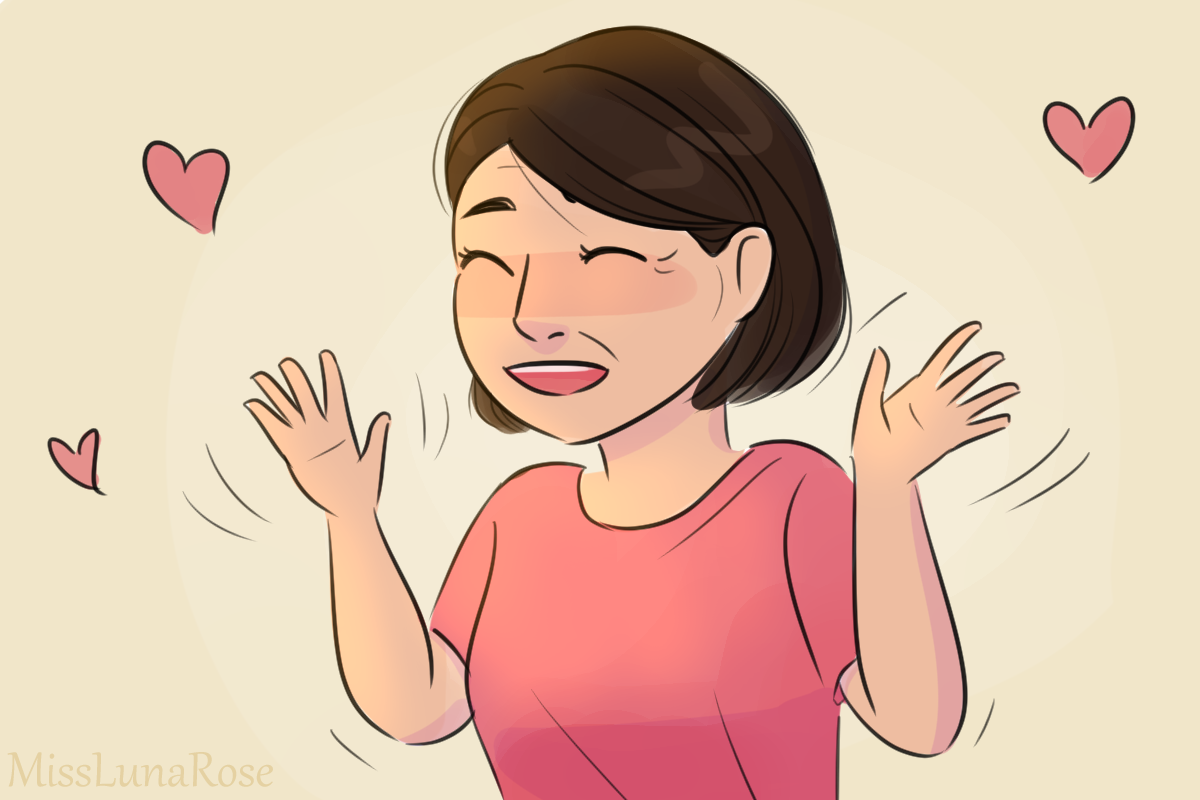
Illustration d'une stéréotypie.

Ces autobiographies ont permis d'émettre de nouvelles hypothèses concernant les stéréotypies. Il existe en effet un conflit entre personnes autistes et thérapeutes à ce sujet, les thérapies de l'autisme cherchant généralement leur élimination, alors que la majorité des personnes autistes souhaitent pouvoir conserver et exprimer librement ce comportement. La recherche n'effectue pas toujours le distinguo entre comportement nuisible et comportement utile.
Dans un contexte où aucun consensus scientifique n'existe pour définir la fonction des stéréotypies, Kamran Nazeer, auteur de Laissez entrer les idiots. Témoignage d’un autiste, a proposé l'hypothèse d'une « cohérence locale », décrivant la stéréotypie autistique comme « une forme limitée, mais immédiate, d’ordre qui agit comme une protection contre la complexité ou la confusion » ; cette observation est partagée par Daniel Tammet qui témoigne compter le nombre d'éraflures sur la vitre du train quand il voyage, et par Sean Barron qui décrit une ouverture-fermeture répétitive de portes pour calmer son angoisse dans un lieu inconnu. Le recueil autobiographique Loud hands, paru en 2012, suggère que ces comportements sont une manière de communiquer. Naoki Higashida décrit l'effet relaxant et le plaisir qu'il ressent lorsqu'il saute sans arrêt ou regarde tourner des objets. Temple Grandin suggère que ses stéréotypies lui permettent de lutter contre la saturation sensorielle. Dans L'Information psychiatrique, Filem Jomago estime sur la base de ces témoignages cohérents que les stéréotypies des autistes ne doivent pas être vues comme un « trouble comportemental », mais comme des actes délibérés, qu'il n'est pas judicieux de chercher à supprimer sans en avoir recherché la cause.

#### Hypothèses de la double empathie et du manque de motivation sociale

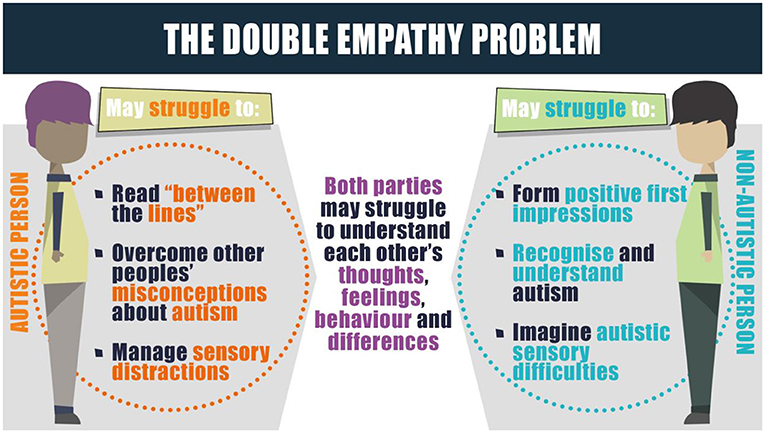
Illustration du problème de la double empathie (légende en anglais).

Avant la formulation de l'hypothèse de la double empathie par le chercheur Damian Milton en 2012, John Elder Robison avait déjà décrit dans son œuvre de 2007, Look Me In The Eye, son expérience qui contredit l'hypothèse alors dominante d'un déficit unidirectionnel en théorie de l'esprit affectant uniquement la population autiste. Gunilla Gerland a aussi témoigné dans une certaine mesure, dès 1997, que les personnes non-autistes de son entourage échouent régulièrement à comprendre les relations interpersonnelles avec elle, ce qui contredit également l'hypothèse d'un manque d'empathie uniquement chez les individus autistes. En particulier, elle décrit sa mère, vraisemblablement non-autiste, qui ne comprend pas qu'elle déteste les fêtes d'anniversaire.
Les autobiographies d'autistes ont aussi servi de matériel d'étude pour remettre en cause l'hypothèse de la motivation sociale diminuée, ces récits montrant plutôt que les tentatives des personnes autistes pour communiquer sont mal comprises.
Anna Stenning estime que définir l'autisme par des déficits d'empathie « joue en faveur des conceptions totalitaires du bien », risquant de créer une situation « dans laquelle les groupes qui sont perçus comme partageant ce trait risquent d'être sacrifiés au nom du bien commun ».

## Critiques

### Communication facilitée et co-écriture

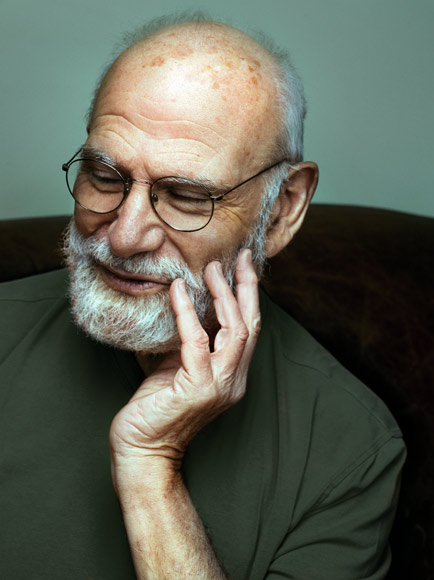
Oliver Sacks a remis en cause l'attribution de l'autobiographie de Temple Grandin, avant de changer d'avis après l'avoir rencontrée durant les années 1990.

Certaines autobiographies sont co-écrites, c'est le cas de celles de Grandin et de Mukhopadhyay.
Les « autobiographies » de Katia Rohde (L'enfant-hérisson) et de Birger Sellin (Une âme prisonnière, 1994) sont recueillies via la méthode très controversée de la communication facilitée, méthode qui n'est reconnue ni des professionnels de santé, ni des associations de parents, et qui présente un fort risque de confiscation de l'expression de la personne « aidée » par son aidant. Chamak recommande de considérer différemment les autobiographies pour lesquelles il est certain que l'auteur autiste a rédigé sans aide, et celles qui passent par la communication facilitée.
Le chercheur Dan Howitt (Université Harvard), qualifie l'« autobiographie » de Tito Mukhopadhyay de fraude, en soulignant que sa mère Soma Mukhopadhyay a monté un business autour de sa propre méthode de communication facilitée, nommée Rapid prompting method (en) (RPM), et que Tito n'a jamais été observé écrivant sans aide. L'autobiographie francophone de Benoît Schmitt parue en 2018, Ensemble, je me raconte, est également créée via ce type de technique ; interrogée à ce sujet, sa mère Marie-Josée Schmitt affirme que « ce sont bien les mots choisis par Benoît ».
Le neurologue britannique Oliver Sacks a mis en doute que Temple Grandin soit bien l'autrice de son autobiographie en 1986, considérant impossible qu'une personne autiste puisse se livrer à l'introspection. Il a soupçonné sa co-autrice, Margaret Scariano, d'être sa prête-plume, avant de remettre en cause cette opinion après avoir rencontré Grandin dans le cadre de la rédaction de son ouvrage Un anthropologue sur Mars, en 1992-1993,. L'autobiographie de Sean Barron, Moi, l'enfant autiste, a été co-écrite avec sa mère, issue du milieu de l'enseignement.
Différents professionnels de santé et critiques littéraires se demandent dans quelle mesure Sais-tu pourquoi je saute ? est influencé par les trois adultes (la mère de l'auteur Naoki Higashida, Yoshida, et Mitchell) impliqués dans la traduction du livre ainsi que leurs expériences en tant que parents d'enfants autistes, au risque de donner de faux espoirs à des parents d'enfants non-verbaux : pour Deborah Fein et Yoko Kamio, la manière d'écrire dans cet ouvrage n'est pas représentative d'un enfant de 13 ans,. Sallie Tisdale, écrivant pour The New York Times, a conclu : « nous devons faire attention de ne pas transformer ce que nous trouvons en ce que nous voulons ». Temple Grandin, après avoir lu cet ouvrage, estime qu'il a bien été écrit par Naoki Higashida, et non par sa mère ou une autre personne.

### Représentativité des auteurs et véracité des récits
Seul un « infime pourcentage de ceux qui font l’expérience de l'autisme » s'exprime et partage leur propre récit,,, ce qui pose la question de la représentativité de ces derniers, et de la possibilité de généraliser les récurrences exprimées à l'ensemble de la population autiste, ou non,. Il y a surreprésentation d'autrices d'autobiographies, dans un contexte où le diagnostic de trouble du spectre de l'autisme est posé à davantage d'hommes que de femmes, d'après des statistiques établies en 2009. Ces autobiographies soulèvent des critiques de parents d'enfants autistes sévèrement handicapés, qui arguent que les personnes qui s'y expriment ne représentent et défendent que le point de vue des autistes sans handicap intellectuel. D'autres s'expriment à l'inverse, pour soutenir la représentativité de ces récits en termes d'explication du comportement des autistes non-verbaux avec handicap intellectuel.
L'autobiographie de Daniel Tammet, Je suis né un jour bleu, ainsi que le documentaire Brainman (ou The Boy with the Incredible Brain), suscitent des questionnements relatifs à la véracité de la présentation qu'il fait de ses capacités de mémoire comme une conséquence de crise d'épilepsie survenue dans l'enfance, et non comme la résultante d'un entraînement poussé. Ronald Doerfler apporte des preuves (en 2008) que Daniel Tammet fait usage de techniques d'entraînement mnémotiques bien connues. Dans son ouvrage Aventures au cœur de la mémoire (titre V.O. : Moonwalking with Einstein), le journaliste Joshua Foer remet lui aussi en cause la véracité de ce qu'écrit Tammet, à partir d'une documentation ancienne et du cache de son site internet officiel,,,.
En 2020, le pédopsychiatre et psychanalyste Bernard Golse et Madina Querre décrivent Josef Schovanec comme un « ancien autiste ou supposé tel » qui a développé dans son autobiographie le concept de « syndrome non-autistique », et l'accusent de participer à une « banalisation outrancière du diagnostic d'autisme » et de s'opposer à la modification du fonctionnement autistique qui, selon eux, permet d'« atténuer la souffrance des patients ».

## Liste chronologique d'autobiographies
La première édition en français est systématiquement mentionnée si elle existe. Les co-écritures et les recours à la communication facilitée sont également mentionnés en note. 
Trouver toutes les autobiographies de personnes autistes référencées dans Wikidata
- Donna Williams (trad. de l'anglais par Fabienne Gérard, préf. Dr Lawrence Bartak), Si on me touche, je n'existe plus : le témoignage exceptionnel d'une jeune autiste, Paris, Ed. J'ai lu, coll. « J'ai lu » (no 3445), 1992 (réimpr. 1993, 1998, 2003, 2008), 310 p. (ISBN 978-2-290-13445-0, OCLC 708530731).
- Judy Barron et Sean Barron (trad. de l'anglais), Moi, l'enfant autiste, J'ai Lu, 1993, 319 p. (ISBN 978-2-290-03900-7)Ouvrage co-écrit
- Temple Grandin (trad. de l'anglais par Virginie Schaeffer, préf. prof. Gilbert Lelord), Ma vie d'autiste [« Emergence : labeled autistic »], Paris, Odile Jacob, 1994, 200 p. (ISBN 978-2-7381-0265-2, OCLC 31724753, présentation en ligne)
- Birger Sellin (trad. de l'allemand par Peter Schmidt), Une âme prisonnière : Grâce à la communication assistée, un jeune autiste nous révèle son univers, Robert Laffont, 23 octobre 1994, 224 p. (ISBN 978-2-221077627)Communication facilitée
- Donna Williams (trad. de l'anglais par Paule Collet), Quelqu'un, quelque part [« Somebody, somewhere »], Paris, Éd. J'ai lu, coll. « J'ai lu » (no 4144), 1996, 318 p. (ISBN 978-2-277-24144-7, OCLC 463781280).
- Temple Grandin (trad. de l'anglais par Virginie Schaeffer, préf. Oliver Sacks), Penser en images : et autres témoignages sur l'autisme [« Thinking in pictures and other reports from my life with autism »], Paris, O. Jacob, 1997, 261 p. (ISBN 978-2-7381-0487-8, OCLC 37621631)
- (en) Tito Rajarshi Mukhopadhyay, The Mind Tree : A Miraculous Child Breaks The Silence Of Autism, Arcade Publishing, 9 octobre 2003, 223 p. (ISBN 978-1-559706995)Communication facilitée
- Gunilla Gerland (trad. du suédois par Sigurd Amundsen, préf. Étienne-Henri Charamon), Une personne à part entière [« En riktig människa »], Mougins, Autisme France diffusion, 2004, 240 p. (ISBN 978-2-9517464-3-5, OCLC 469602613)
- (en) Dawn Prince-Hughes, Songs of the gorilla nation: my journey through autism, Three rivers press, 2004 (ISBN 978-1-4000-8215-5)
- Katia Rohde (trad. de l'allemand), L'Enfant hérisson : autobiographie d'une autiste ; (suivi de) Métamorphoses, Paris, Imago, 2006, 221 p. (ISBN 978-2-84952-017-8, OCLC 421031958)Communication facilitée
- Kamran Nazeer (trad. de l'anglais par Édith Soonckindt), Laissez entrer les idiots : Le témoignage fascinant d'un autiste [« Send in the idiots: or how we grew to understand the world »], Paris, Oh Éditions, 2006 (ISBN 978-2-915056-44-0, OCLC 319777366)
- Daniel Tammet (trad. de l'anglais par Nils-C Ahl), Je suis né un jour bleu [« Born on a Blue Day »], Paris, Les Arènes, 2007 (ISBN 978-2-290-01143-0)Controverse relative à la véracité d'une partie du récit
- (en) Tito Rajarshi Mukhopadhyay, How Can I Talk If My Lips Don't Move : Inside My Autistic Mind, Arcade publishing, janvier 2008, 238 p. (ISBN 978-1-559708-59-3)Comunication facilitée
- Josef Schovanec, Caroline Glorion et Sophie Revil (avant-propos) (préf. Jean-Claude Ameisen), Je suis à l'Est ! : savant et autiste : un témoignage unique, Paris, Plon, 2012, 246 p. (ISBN 978-2-259-21886-3, OCLC 826850193)
- Hugo Horiot, L'empereur, c'est moi, Paris, L'Iconoclaste, 2013, 205 p. (ISBN 978-2-913-36658-9)
- Naoki Higashida (trad. du japonais), Sais-tu pourquoi je saute ? [« 自閉症の僕が跳びはねる理由～会話のできない中学生がつづる内なる心 »], Paris, Les Arènes,‎ 2014, 176 p. (ISBN 978-2-352043-52-2)Communication facilitée
- Marie-Josée Cordeau, Derrière le mur de verre : 52 semaines avec une autiste Asperger, Québec, Cornac, 2 octobre 2015, 305 p. (ISBN 978-2-895293-24-8)
- Julia March, La fille pas sympa. La vie chaotique et turbulente d’une jeune autiste Asperger, Bagnolet, Seramis, 2017, 284 p. (ISBN 979-10-96486-06-9).
- Benoît Schmitt, Ensemble, je me raconte : le cheminement d'un adulte avec l'autisme : six ans de rencontres privilégiées, Forcalquier, L'Édition à façon, 2018, 239 p. (ISBN 978-2-917395-67-7)Communication facilitée
- Mélanie Fazi, L'Année suspendue, Évry, Dystopia, 2021, 296 p. (ISBN 979-10-91146-43-2)
- Paul El Kharrat, Ma 153e victoire, HarperCollins, 2 septembre 2020, 192 p. (ISBN 979-10-33907-21-3)
- Paul El Kharrat, Bienvenue dans mon monde : Moi, Paul, autiste Asperger, HarperCollins, 20 septembre 2023, 160 p. (ISBN 979-10-33915-12-6)

### Note
1. ↑  Voir la version en cache citée : « Daniel Tämmet », Internet Archive, 9 mai 2001 (consulté le 29 septembre 2024).